# Gottlob König
Gottlob König, född 18 juli 1776 i Hardisleben, Thüringen, död 22 oktober 1849 i Eisenach, var en tysk skogsman.
König blev 1803 lärare vid Heinrich Cottas skogsinstitut i Zillbach och 1805 revirförvaltare i Ruhla, där han upprättade ett eget privat skogsinstitut, som 1830 förflyttades till Eisenach och förvandlades till statsinstitution för Sachsen-Weimar-Eisenach, och han verkade vid densamma som direktor till sin död. 
König var en av grundläggarna av den tyska skogsvetenskapen, särskilt den gren av densamma, som behandlar skogsuppskattningen. Han utbildade de så kallade brösthöjdsformtalen (förhållandet mellan ett träds kubikmassa och en cylinder, vars diameter är lika med trädets brösthöjdsdiameter och vars höjd är lika med trädets höjd), vilka används vid noggrannare uppskattning av skog, samt utgav (1840) skogsuppskattningstabeller.